# 低地国家

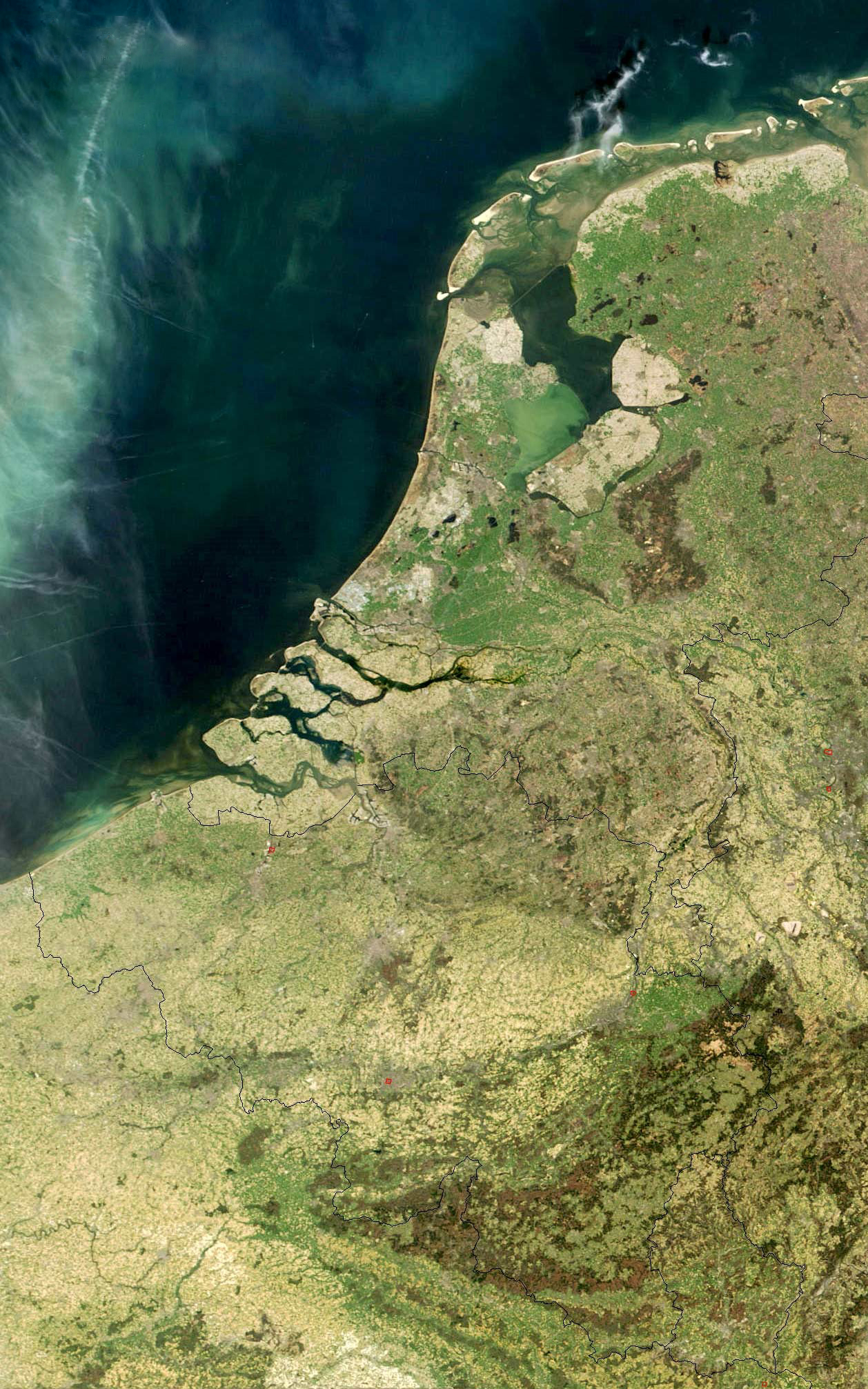
低地國家的衛星空照圖

低地国家（荷蘭語：de Nederlanden），又稱低地諸國、尼德兰，是對歐洲西北沿海地區的稱呼，廣義包括荷蘭、比利時、卢森堡，以及法國北部與德國西部；狹義上則僅指荷蘭、比利時、卢森堡三国，合稱“比荷卢”（Benelux）或「荷比盧」。
地理學家們在有關歐洲的地理著作，常把比、荷放在一起敍述。由於比、荷瀕臨北海和英吉利海峽，同盧森堡以及北部的部分地方稱為尼德蘭（即“低地”）所以1830年比利時脫離荷蘭獨立後，人們仍稱比、荷為“低地國家”。

## 地理特點
荷蘭境內絕大部分為平原，四分之一的土地低於海平面，三分之一的土地僅高出海平面一公尺，中部是丘陵地帶，比利時西部也有一部份土地是填海而成。

## 軍事價值
英國把這一地區視作它的屏障，如果哪個國家侵入這一地區，會直接威脅到英吉利海峽的安全。
第二次世界大戰初期，德軍以閃電戰優勢進攻此地區(黄色方案)，比利時、英國和法國的部隊曾一同駐守在在從安特衛普到那慕尔的迪爾河防線上。後來比利時國王的投降，在戰略上給盟軍增加了巨大的困難。

## 政治地位
低地國家在拿破崙戰爭至北約成立前一直維持中立地位，並在各大國中發揮緩衝作用。在北約成立後發展過程中發揮了重要作用，主要表現在北約組織的創立、北約軍事戰略的確立與深化、北約軍事——政治結構的形成與發展等多個方面，這種作用影響獨特而且深遠，並且為美英等大國所無法替代。低地國家其政治作用的基礎在於其獨有的社會文化、地理位置以及地緣政治歷史，以覆美蘇戰後冷戰鬥爭的歷史發展。
| 排名 | 政治實體 | 全銜         | 國旗   | 國徽 | 人口       | 官方語言     | 首都       | 國家其他官方語言 | 政治體制         | 國家元首   | 政府首腦   | 國會       | 國家結構形式 | 地圖 |
| ---- | -------- | ------------ | ------ | ---- | ---------- | ------------ | ---------- | ---------------- | ---------------- | ---------- | ---------- | ---------- | ------------ | ---- |
| 1    | 比利时   | 比利时王国   | 比利时 |      | 11,568,000 | 法語、荷兰语 | 布魯塞爾   | 德語（低地德語） | 議會制君主立憲制 | 比利時國王 | 比利時首相 | 比利時議會 | 聯邦制       |      |
| 2    | 盧森堡   | 卢森堡大公国 | 卢森堡 |      | 524,853    | 盧森堡語     | 盧森堡市   | 法語、德語       | 議會制君主立憲制 | 盧森堡大公 | 盧森堡首相 | 盧森堡議會 | 單一制       |      |
| 3    | 荷蘭     | 荷兰王国     | 荷兰   |      | 17,291,000 | 荷蘭語       | 阿姆斯特丹 | 弗里斯兰語       | 議會制君主立憲制 | 荷蘭國王   | 荷蘭首相   | 荷蘭議會   | 單一制       |      |